# Sphenomorphus malayanum
Sphenomorphus malayanum este o specie de șopârle din genul Sphenomorphus, familia Scincidae, descrisă de Doria 1888. Conform Catalogue of Life specia Sphenomorphus malayanum nu are subspecii cunoscute.